# 中央军事委员会后勤保障部
中国共产党中央军事委员会后勤保障部与中华人民共和国中央军事委员会后勤保障部一个机构两块牌子，通称中央军事委员会后勤保障部，简称军委后勤保障部，是中央军事委员会机关第一级职能部门，副战区级大单位（军政主官常高配正战区职），负责全军后勤保障工作，位于北京市海淀区万寿路22号院。

## 沿革
其前身为中国人民解放军总后勤部。2015年11月，在深化国防和军队改革中，撤销中国人民解放军总后勤部，改组成立中央军委后勤保障部。
军委后勤保障部承接原总后勤部的职能。后勤保障部主要履行全军后勤保障规划计划、政策研究、标准制定、检查监督等职能。调整优化保障力量配置和领导指挥关系，构建与联合作战指挥体制相适应，统分结合、通专两线的后勤保障体制。
2017年11月24日，军委后勤保障部总结研讨驻吉布提保障基地工程建设经验。其间，该部与国务院国有资产监督管理委员会签署共同推进军事设施建设军民融合战略合作协议。

## 机构设置
2015年改革后，中央军委后勤保障部设置下列机构：

### 内设机构
- 办公厅
- 政治工作局
- 综合计划局
- 财务局
- 卫生局
- 军需能源局
- 运输投送局
- 军事设施建设局
- 直属供应保障局
- 采购管理局

### 直属单位
- 中国人民解放军资金集中收付管理中心
- 金盾出版社

……

## 历任领导
| 中央军委后勤保障部部长 1. 赵克石 上将（2015年11月—2017年8月，军委委员职） 2. 宋普选 上将（2017年8月—2019年4月，正战区职） 3. 高津 上将（2019年4月—2022年1月，正战区职） 4. 张林 中将 (2022年1月—) | 中央军委后勤保障部政治委员 1. 张升民 中将（2016年7月—2017年1月，正战区职） 2. 张书国 中将（2017年1月—2018年8月，正战区职） 3. 郭普校 空军上将（2019年12月—2022年1月，2020年12月明确为正战区职） |

中央军委后勤保障部副部长
- 李书章 中将（2015年—2017年，副战区职）
- 孙黄田 中将（2015年—2017年，副战区职）
- 刘生杰 中将（2015年—2017年，副战区职）
- 钱毅平 少将（2016年—2020年）
- 李清杰 少将（2017年—2021年）[11]
- 王大忠 海军少将（2018年5月—2021年12月）[12]
- 何松 少将（2021年—）
- 陈炽 空军少将（2022年—）

中央军委纪律检查委员会驻军委后勤保障部纪检组组长